# Real Laboratorio de Mosaicos y Piedras Duras del Buen Retiro

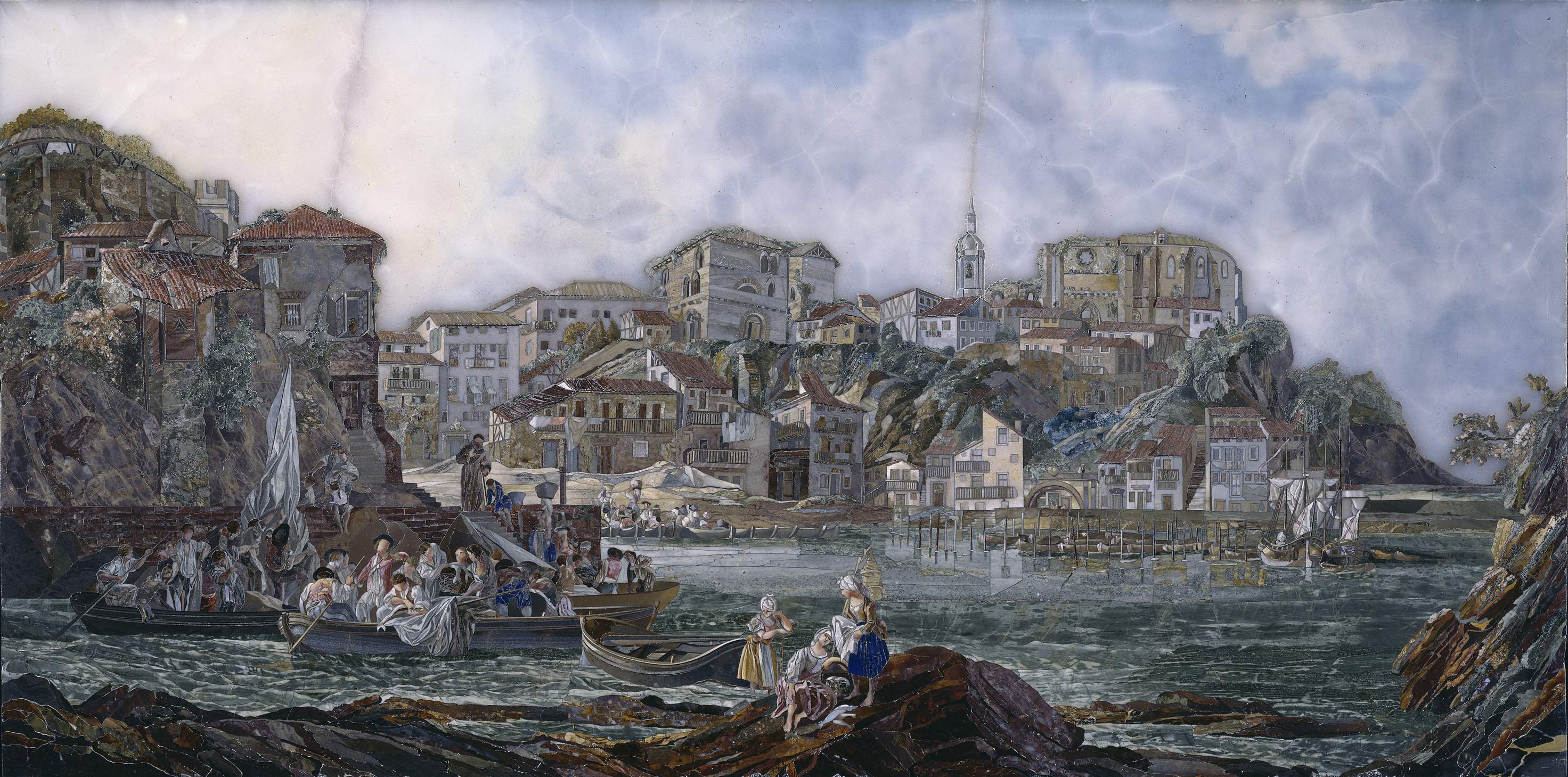
Vista de Bermeo (c. 1783), mosaico en piedras duras según una pintura de Luis Paret, Museo del Prado.

El Real Laboratorio de Mosaicos y Piedras Duras del Buen Retiro fue un taller de artesanía de piedras duras fundado en Madrid en 1759 por Carlos III, que estuvo en vigor hasta 1808.

## Historia
Se denomina «piedras duras» al mármol o a piedras semipreciosas como el jade, el ágata, el jaspe, el lapislázuli, la calcedonia, el pórfido, etc. La artesanía de piedras duras se conoce habitualmente por el término italiano pietre dure, ya que fue en este país donde se inició esta técnica en el Renacimiento. Tiene un antecedente en el opus sectile romano, un tipo de mosaico realizado en taracea. Con esta técnica se solían realizar sellos, objetos de adorno personal o pequeñas piezas de decoración.
Tras la fundación del taller en 1759, el rey Carlos III trajo diversos artesanos italianos procedentes de Nápoles, donde en 1737 el mismo monarca —por entonces rey de Nápoles como Carlos VII— había fundado el Real Laboratorio de Piedras Duras de Nápoles. Por ello, sus primeros directores fueron italianos: Francesco Poggeti y Domenico Stequi. El primero se ocupó de la sección dedicada a la elaboración de camafeos y obras en relieve, mientras que Stequi lo hizo de la sección de mosaicos y tableros de piedras duras.
Las obras producidas en el Buen Retiro denotaban la influencia del taller napolitano, así como de la escuela florentina del Opificio delle Pietre Dure, fundado en 1588 por Fernando I de Médici. Mientras que la escuela florentina destacaba por un mayor uso de materiales preciosos, la napolitana usaba materiales menos costosos, con preferencia por el mármol. En el Buen Retiro los materiales no son tan suntuosos como en Florencia, pero las técnicas de elaboración se parecen más a las de esta escuela que a la napolitana.
El historiador Manuel Pérez Villamil dejó relato de algunos de los artesanos del Buen Retiro que trabajaban en 1808: el director era Luis Poggeti; Francisco Benedeti se dedicaba al mosaico; Juan Antonio Carrandi, Julián Fortún y Vicentre Cripa eran embutidores.
Se tienen pocos datos de su producción y organización. Entre las obras realizadas en este taller destacan ocho tableros de mesa con decoración alusiva a las artes y las ciencias, conservados en el Museo del Prado. En el Inventario de Carlos III (tomo I) se consigna lo siguiente:

Ocho tableros de mesa compañeros de mosaicos de piedras duras echos  en la Real Fábrica de la China de S.M. sita en el Buen Retiro de dos varas y quarta cada una, diferentes unas de otras, con orlas de lo mismo contienen unos instrumentos de música, otros flores, otros instrumentos de matemáticas y otras cosas, a ciento setenta mil reales cada una importan todas 880.000.

En el Museo Arqueológico Nacional se conservan otras dos obras del Buen Retiro, dos templetes de bronce con adornos de piedras duras.
El rey Carlos III fundó también la Real Fábrica de Porcelana del Buen Retiro (1759), la Real Fábrica de Platería Martínez (1778) y la Real Fábrica de Relojes (1788). 
El taller funcionó hasta 1808, fecha en que la ocupación francesa paralizó su producción, que no se retomó tras la guerra.